# ШУ-356

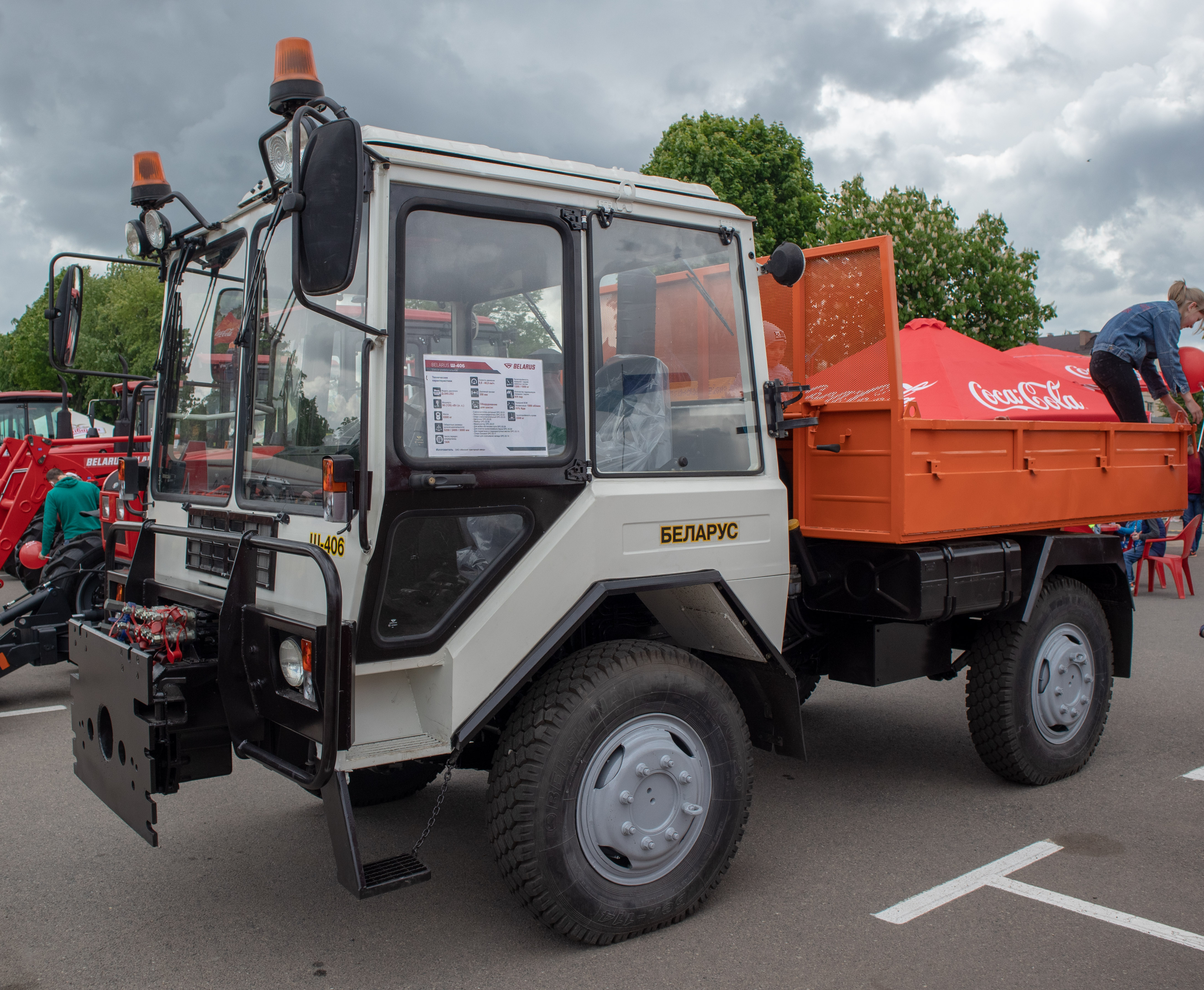
Шасси Ш-406 — дальнейшее развитие ШУ-356

ШУ-356 — опытное советское универсальное шасси для работы с навесными и полунавесными прицепами и остальным оборудованием.
Разработка ШУ-356 была начата в начале 1990-х годах на Минском тракторном заводе. Изначально назначался для городских работ, но оказался не востребован и в серию не пошёл. Шасси обладало двигателем мощностью 81 л. с. и мог разгоняться до 50 км/ч. ШУ-356 стал прототипом для более нового шасси Ш-406.

## Характеристики
| Длина                 | 5390 мм  |
| Ширина                | 2300 мм  |
| Высота                | 2640 мм  |
| Масса                 | 5100 кг  |
| Грузоподъемность      | 3500 кг  |
| Максимальная скорость | 50 км/ч  |
| Мощность двигателя    | 81 л. с. |